# Bygost
Bygost – staropolskie imię męskie, skrócona forma nienotowanego w pełnej wersji, hipotetycznego imienia Bytogost. Składa się z członów: Byto- („być, istnieć, żyć” lub też „mienie, własność”) i -gost („gość”). Mogło oznaczać „tego, u którego gości mienie” lub in.